# Kiester
La ville de Kiester est située dans le comté de Faribault, dans l’État du Minnesota, aux États-Unis. Sa population s’élevait à 501 habitants lors du recensement de 2010, estimée à 473 habitants en 2016.

## Source
- (en) Cet article est partiellement ou en totalité issu de l’article de Wikipédia en anglais intitulé « Kiester, Minnesota » (voir la liste des auteurs).